# Digamma
A digamma (Ͷͷ, régies forma: Ϝϝ) a preklasszikus görög ábécé hatodik betűje. Archaikus neve, melyet ma már ritkán használnak, vau.
Ez a betű korán kikerült az ábécéből, még az úgynevezett „klasszikus” kor előtt. Csak a kisbetűs formáját használták, nagybetűs alakját csak később, a középkor során alakították ki. Hangértéke valószínűleg /w/ volt.